# Jason Voorhees
Jason Voorhees è un personaggio cinematografico immaginario ideato da Sean S. Cunningham come protagonista della saga di film horror slasher Venerdì 13.  
Inizialmente concepito come una vittima, è stato trasformato da Steve Miner, produttore esecutivo del primo film (Venerdì 13) e regista dei primi due sequel (Venerdì 13 parte II - L'assassino ti siede accanto e Venerdì 13 parte III - Week-end di terrore), in un'icona malvagia del cinema horror.

## Biografia del personaggio

### Cronologia originale
Jason Voorhees, figlio di Elias - o dell'uomo che stuprò la madre - e Pamela Voorhees, nasce un venerdì 13 del 1946 con delle deformità e idrocefalico. Qualche anno dopo la sua nascita, i suoi genitori divorziano e Jason si trasferisce a Crystal Lake (New Jersey) con la madre, che aveva trova lavoro come cuoca al Crystal Lake Camp, un campeggio per adolescenti.
Maggio 1957. Mentre i supervisori del campeggio Barry Jackson e Claudette Hayes amoreggiano, Jason Voorhees, 11 anni, viene gettato nel lago da alcuni bulli e, visto che non sa nuotare e non può chiedere aiuto perché non parla, finisce sul fondo del lago e affoga, facendo impazzire Pamela che, l'anno successivo, uccide Barry e Claudette per poi andarsene dal campeggio, dato che la polizia iniziava a sospettarla dell'omicidio. Il campeggio viene chiuso per poi venir riaperto l'estate del '59 - per impedirlo Pamela fa scoppia un incendio - e l'estate del '60 - questa volta, la donna, avvelena le scorte idriche.
1979. Il Crystal Lake Camp, rimasto chiuso per quasi vent'anni, viene riaperto da Steve Christy, figlio dei fondatori del campeggio, e ciò spinge Pamela a tornarvi e uccidere chiunque vi trovi ad eccezione di Alice Hardy la quale riesce ad aver la meglio sulla donna e a ucciderla decapitandola col suo stesso machete per poi passar il resto della notte in mezzo al lago su una canoa e sognare di venir trascinata in fondo ad esso dal cadavere del piccolo Jason, intuendo, così, che è ancora vivo (vedi Venerdì 13).
1979-2455. Jason, sopravvissuto all'annegamento del '57 e risvegliato dal grido psichico di sua madre morente, decide di continuare la furiosa vendetta della donna su tutti coloro che avrebbero tentato di riaprire il campeggio, partendo proprio da Alice. La sua vendetta lo spingerà a battere la morte per mano di un ragazzino di nome Tommy Jarvis diventando in uno zombi, a spingersi fino a New York e ad attirare l'attenzione dei servizi segreti. Ciò culmina nella sua criogenazione che lo porta a sopravvivere fino al 2455, dove il suo massacro si spinge nello spazio e sulla nuova Terra degli umani. 

### Cronologia del reboot
1980. Reputandoli responsabili dell'accidentale annegamento del figlio Jason, Pamela Voorhees uccide tutti gli addetti di Camp Crystal Lake ma l'ultima sopravvissuta ha la meglio e la decapita così Jason, che in realtà era sopravvissuto, viene spinto dallo spirito della madre ad assicurarsi che nessuno osi metter piede a Crystal Lake. Jason, intelligente sebbene affetto da idrocefalia e con un occhio sbilenco, non diventa però un assassino improvvisatore e sovrumano, ma un diabolico e potente cacciatore. 
2009. Un piccolo gruppo di escursionisti fa tappa dai pressi del lago e Jason li massacra tutti tranne Whitney giacché, vedendo in lei Pamela da giovane, decide di incatenarla nella sua tana per non perdere mai più la madre. un mese dopo Clay, fratello di Whitney, giunge per cercare la sorella a Crystal Lake con degli amici ma Jason, dopo aver fatto tappa in una fattoria dove, privato del suo sacco di iuta che usa come maschera, trova una più comoda maschera da hockey, li massacra tutti tranne Clay che, mentre Whitney, fingendosi Pamela, distrae Jason, gli ficca la testa in una cippatrice che pare ucciderlo. Quando però i ragazzi gettano il corpo nel lago, Jason riemerge e si avventa su Whitney.

### Jason Universe
Jason è rivelato essere ancora in circolazione nei pressi di Cristal Lake e ancora assetato di sangue. Similmente a quello del primo reboot, si dimostra spietato, instancabile (forse già zombificato). In un atto di crudeltà, lascia una delle sue vittime viva abbastanza da vendicarsi su una sua amica che stava rubandole il ragazzo, prima di finirla.

### Film

#### Venerdì 13 parte II - L'assassino ti siede accanto
1979. Dopo la morte della madre, Jason continua la furiosa vendetta della madre su coloro che tentano di riaprire il Crystal Lake Camp campeggio, partendo proprio da chi uccise la donna, Alice Hardy, che uccide nella sua casa per poi trafugarne il corpo. Jason Voorhees diventa così una leggenda metropolitana e il campeggio viene chiuso ma, nel 1984, il Crystal Lake Camp viene riaperto così Jason, col volto coperto con un sacco di iuta, dà la caccia ai giovani campeggiatori per ben sei notti ma si fa scappare Ginny Field.

#### Venerdì 13 parte III - Week-end di terrore
1984, il giorno dopo. Ignari dell'accaduto, arrivano al campeggio altri giovani che Jason, ora col volto coperto da una vecchia maschera da hockey, inizia a uccidere ma viene ucciso dall'unica superstite, la giovane Chris Higgins.

#### Venerdì 13 parte IV - Capitolo finale
1984, poche ore dopo. Jason viene dato per morto e portato in obitorio dove, però, si rianima e, dopo aver ucciso ancora, torna al Crystal Lake Camp dove riprende la sua vendetta venendo però definitivamente ucciso col suo stesso machete da Tommy Jarvis e sepolto a Crystal Lake.

#### Venerdì 13 parte VI - Jason vive
1990. Tommy Jarvis, ossessionato da incubi su Jason, torna al Crystal Lake Camp - rinominato Camp Forest Green - e, dopo aver dissotterrato la salma di Jason al cimitero, nel tentativo di bruciarne i resti, lo resuscita tipo zombie conficcandogli un palo nel cuore proprio mentre un fulmine lo colpisce ma, in seguito, riesce a bloccarlo in fondo al lago dove Jason resta per anni.

#### Venerdì 13 parte VII - Il sangue scorre di nuovo
1996. Tina Shepard, che a causa dei suoi poteri telecinetici, sei anni prima, provocò la morte del padre proprio sulle rive del famigerato Crystal Lake, torna su quel lago e, inavvertitamente, fa riemergere Jason coi suoi poteri ma, dopo che il killer ha ucciso di nuovo, Tina riesce a far riemergere anche il cadavere del padre che trascina Jason in acqua e lo incatena nuovamente in fondo al Crystal Lake.

#### Venerdì 13 parte VIII - Incubo a Manhattan
1998. Uno yacht passa sulle acque del Crystal Lake danneggiando alcuni cavi sottomarini che danno una scossa elettrica al corpo di Jason rianimandolo; Jason esce quindi dal lago e si intrufola a bordo dello yacht che lo porta a Manhattan dove, inseguendo dei ragazzi nelle fognature di New York City, venne travolto da un'onda di rifiuti tossici e così, ricordando l'annegamento della sua infanzia, vomita acqua mentre le acque inquinate che lo travolgono gli sciolgono la faccia. L'incubo sembra finito ma si scopre che Jason ha l'abilità sovrannaturale di ricomporre i tessuti morti.

#### Jason va all'inferno
2003. Jason, tornato a Crystal Lake, viene distrutto dall'FBI che fa esplodere il suo corpo in una trappola, ma la sua anima, tramite il cuore (una delle pochissime parti rimaste integre), inizia a trasmigrare nei corpi di vari sfortunati, che iniziano a dar la caccia ai suoi parenti giacché solo il corpo di un Voorhees potrebbe riportarlo in vita e ridargli le sue fattezze ma, allo stesso tempo, solo un Voorhees potrà ucciderlo definitivamente. È così che Jason, arrivato in Ohio, dopo aver ucciso varie persone e esser fuggito sotto forma di feto demoniaco, trova il cadavere della sorellastra Diana Kimble - seconda figlia di Pamela Voorhees - e usa il suo corpo per resuscitare ma poi viene ucciso da Jessica Kimble - figlia di Diana - che gli trafigge il cuore con un pugnale magico e facendolo sprofondare all'Inferno mentre la mano artigliata di Freddy Krueger, anch'egli relegato all'Inferno da sua figlia, sbuca dal terreno per trascinarsi via la maschera da hockey di Jason (Jason va all'inferno).

#### Freddy vs. Jason
2003. Arrivato all'Inferno Jason, ignaro che si tratti di un trucco di Freddy Krueger, riceve in sogno la visita della madre Pamela Voorhees che gli ordina di dirigersi a Springwood (Ohio) e iniziare a uccide persona ad Elm Street. Freddy però ha bisogno delle anime che Jason gli sta sottraendo così, pentitosi, droga Jason, lo porta con sé nel mondo dei sogni e gli fa rivivere l'incidente che quasi lo uccise a Camp Crystal Lake da piccolo ma i ragazzi di Springwood, portano l'addormentato Jason davvero a Crystal Crystal Lake dove, una di loro, si addormenta e riporta Freddy nel mondo degli svegli. Lo scontro tra Freddy e Jason ha così luogo nella realtà ma i ragazzi, al fine di eliminare entrambi i mostri, fanno esplodere il molo del campeggio facendoli precipitare nel lago. Freddy, però, riemerge quasi subito e, seppur privato del braccio armato di guanto strappatogli da Jason, si arma del machete di Jason e tenta di uccidere i superstiti, ma Jason, emerso a sua volta, pugnala al petto Freddy con il suo stesso braccio e poi una superstite lo decapita. Il giorno dopo, si vede Jason vivo riemergere dal lago con in mano la testa mozzata di Freddy, che saluta un'ultima volta il pubblico con un occhiolino, e facendo capire che è ancora vivo.

#### Jason X
2010. Jason è tornato ad uccidere ma viene catturato da un'organizzazione che vuole ucciderlo ma che, constatatane l'immortalità grazie alla sua natura di zombie (vedi Venerdì 13 parte VI - Jason vive) e la facoltà rigenerativa grazie alla sua natura di demone (vedi Freddy vs. Jason), decidono di tenerlo sotto osservazione per studiarlo; quando però, durante uno di questi esperimenti, Jason si libera e uccide medici e membri della sicurezza, così Rowan, l'unica superstite, lo mette in ibernazione per poi ibernarsi anche lei.
2455. Jason viene portata sulla navetta spaziale Grendel e scongelato dando così il via a un nuovo massacro. Jason viene ucciso dall'androide KM-14, ma il suo corpo spezzettato cade in un letto rigenerante che crea così una sua versione cibernetica e ancora più potente: Uber Jason. Il cyborg verrà fermato da un coraggioso astronauta marine che lo farà schiantare nell'atmosfera di Terra II, il nuovo pianeta degli umani, uccidendolo.

## Caratterizzazione

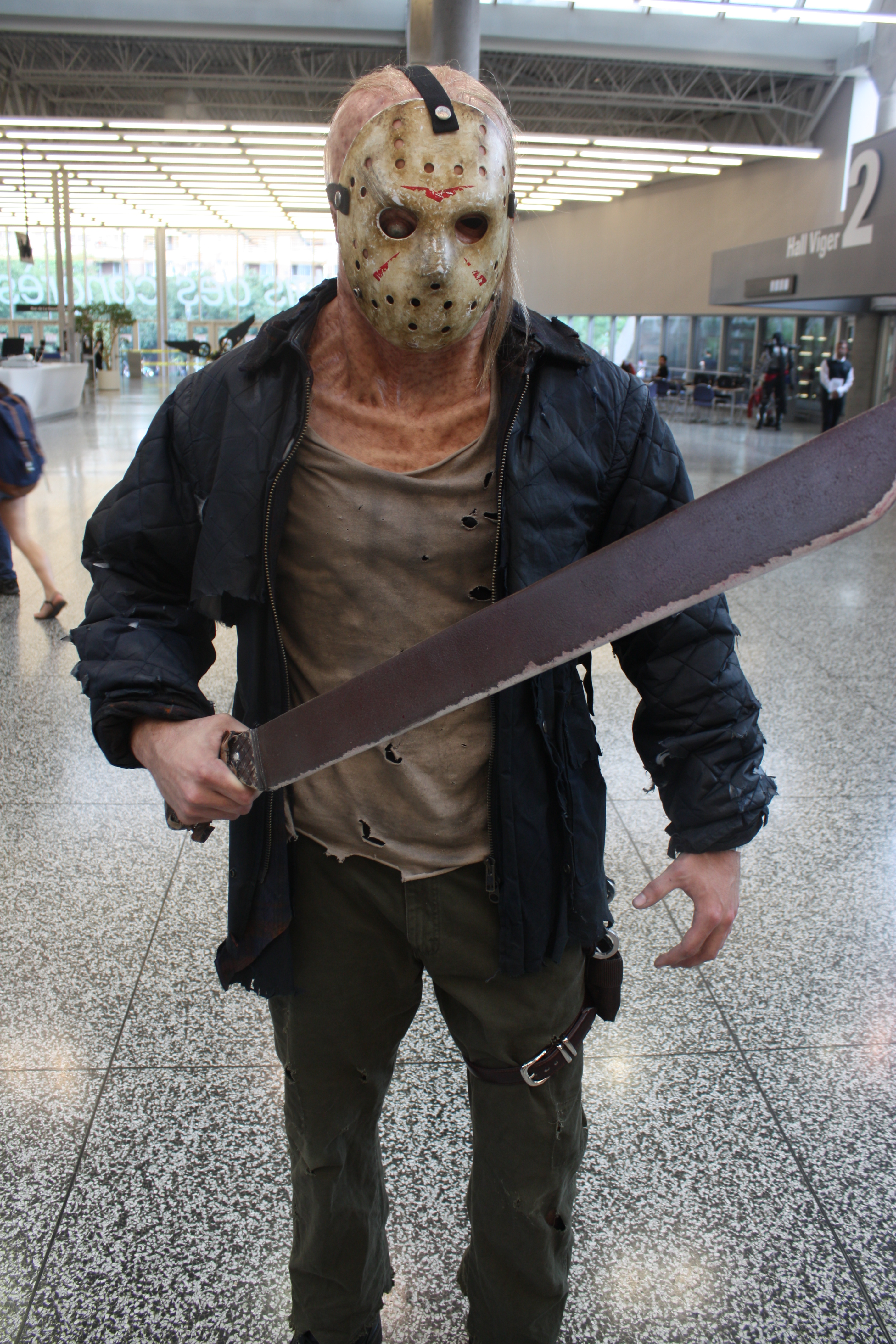
Cosplayer di Jason Voorhees

Alto 196 centimetri, inizialmente, Jason è vestito con una camicia blu a quadri, una salopette e come maschera usa un sacchetto di iuta, con un buco per un occhio, ma, dal terzo film in poi, indossa una camicia verde, pantaloni grigi e una maschera da portiere di hockey (anche se nel corso della storia gli indumenti subiscono varie modifiche e rovine, dato che vengono sempre di più danneggiati). Nei primi 4 capitoli, il suo occhio destro è visibilmente più basso del sinistro ed è cieco, e mostra deformità gravi al volto oltre che una totale calvizie (a parte nel secondo capitolo). Nel remake del 2009 ha il labbro leporino, oltre che dotato di qualche ciocca di capelli biondi.
I suoi assassinii sono brutali ma risoluti, quasi meccanici, di solito effettuati con varie armi reperite in giro: coltelli, asce, accette, seghetti, martelli, mannaie, cacciaviti, un fucile subacqueo e persino un rompighiaccio. In molti media, Jason è spesso associato con una motosega, ma in tutta la serie, l'unica arma motorizzata da lui usata è stata una falciatrice a mano. Uccide anche a mani nude e il più delle volte col suo inseparabile machete (lo stesso con cui è stata uccisa la madre). Jason mostra più volte sadismo verso le sue vittime, uccidendole in maniera lenta e dolorosa. Sin da bambino, egli cresce sempre più alto e forte, diventando un ragazzo di notevole prestanza fisica.
Il personaggio di Jason subisce numerose modifiche nel corso della serie, soprattutto a livello di vestiario e fisionomia del volto (sempre differente da film a film a causa dei continui cambi di regia; anche la maschera, celebre segno del killer è cambiata più volte, addirittura in capitolo IX, risulta quasi fusa col volto). All'inizio è solo un uomo, minorato mentale e taciturno, dotato di una notevole forza e resistenza alle ferite, che vive isolato nella foresta di Crystal Lake e uccide chiunque violi il suo territorio. La situazione resta tale fino a Venerdì 13 - Capitolo finale. Dopo la sua uccisione Jason viene però riportato in vita sotto forma di zombie in Venerdì 13 parte VI - Jason vive. Apparentemente è impossibile ucciderlo se non distruggendone il corpo, come avviene in Jason va all'inferno; tuttavia, Jason rivela anche di avere la capacità di trasferirsi da un corpo all'altro possedendo i corpi delle persone, servendosi del suo cuore abnorme nel quale è racchiuso il suo spirito demoniaco e si scopre che il vero e unico modo per annientarlo è pugnalargli il cuore con una daga magica e per mano di un suo consanguineo. Nel finale del film viene sconfitto e relegato all'Inferno. Tuttavia Freddy Krueger lo fa tornare dall'aldilà in Freddy vs. Jason. In un seguito ambientato nel futuro, Jason X, Jason diverrà un cyborg.
Jason non compare tuttavia in tutti i capitoli della serie: nel primo e nel quinto capitolo, non è Jason l'assassino ma la madre nel primo capitolo e un barelliere (Roy Burns) nel quinto a cui era stato ucciso un figlio ritardato all'interno di una comunità e decide di uccidere tutti i ragazzi della comunità ritenendoli responsabili della morte del figlio, costui ucciderà indossando una maschera da hockey simile a quella di Jason (dato che la sua ha dei triangoli blu, invece di quelli rossi) per far credere a tutti di essere il fantasma dell'assassino di Crystal Lake che in quel episodio era morto, ucciso da Tommy Jarvis nel capitolo precedente.

### Poteri e abilità
In quanto non-morto, Jason è virtualmente immortale: se il suo corpo venisse distrutto, il suo spirito si trasferirebbe in un altro ospite, sia vivo che cadavere, trasferendone le sue fattezze e le sue capacità. Jason possiede inoltre una forza sovrumana, che gli permette di sollevare pesi immensi senza sforzo. Possiede una resistenza fisica quasi infinita, riuscendo a sopravvivere a ferite d'armi da fuoco e addirittura alla decapitazione. La trasformazione in cyborg più recente lo ha reso ancora più potente di prima, rendendolo più forte e resistente rispetto al passato; grazie alle sue parti di metallo è diventato indistruttibile.
Jason sembra possedere poteri paranormali: una sua abilità (non confermata) sarebbe la capacità di teletrasportarsi ovunque nella zona di Crystal Lake, permettendogli di cogliere alle spalle le sue vittime ignare. Una sua ulteriore capacità è la sopravvivenza sott'acqua: nelle pellicole si può notare come Jason sia immune all'annegamento, forse proprio perché è stata quella la causa della sua "morte" da giovane. Infine, pare che le armi convenzionali non danneggino Jason in alcun modo; più volte gli viene sparato contro o viene accoltellato, mostrando appena qualche segno di stordimento e senza quasi mai emettere suoni o gemiti di dolore.
Il suo legame col campeggio di Crystal Lake in ogni caso sembra la chiave per spiegare le sue molteplici abilità.

## Altri media

### Friday the 13th: The Game
Il 26 maggio 2017 viene pubblicato il videogioco basato sul franchise di Venerdì 13, abbandonato poi nel 2020 dai suoi sviluppatori e tolto dal mercato alla fine del 2023. Si sfidano 8 giocatori: 7 sono animatori e devono sfuggire all'altro giocatore che impersona invece Jason, il quale deve uccidere tutti gli animatori in 20 minuti di partita online o offline.

### Mortal Kombat X
Jason Voorhees viene aggiunto come personaggio giocante nel DLC del videogioco picchiaduro Mortal Kombat, precisamente nel decimo capitolo della serie. Qui Jason viene rappresentato come un revenant (un non-morto è considerato tale nell'universo del picchiaduro) che, come fa di solito, miete vittime in continuazione. Liu Kang, divenuto sovrano del Regno Occulto dopo la caduta di Shinnok e Quan Chi, attira Jason nel suo regno offrendogli infinite vittime in cambio della sua lealtà. Jason non accetta e uccide Liu Kang strangolandolo con le sue stesse budella.

### Friday the 13th: Killer Puzzle
Nel 2018 viene rilasciata un'app per IOS e Android, poi resa disponibile anche per PC e console in cui, sulla scia del videogioco Slayaway Camp, il giocatore impersona Jason in vari livelli con lo scopo di uccidere tutte le vittime di quel livello risolvendo determinati puzzle ed enigmi. Il gioco è stato ritirato nel 2023 per mancato rinnovo della licenza da parte degli sviluppatori.

### Multiversus
Jason appare come personaggio giocabile anche in MultiVersus, videogioco in stile platform e picchiaduro con tutti i personaggi sotto la proprietà intellettuale della Warner Bros. Viene rilasciato il 28 maggio 2024, in occasione del lancio della versione completa del gioco.